# Vexi Salmi
Vexi Salmi (21 de septiembre de 1942 – 8 de septiembre de 2020) fue un músico y productor finlandés. 

## Biografía
Su nombre completo era Veikko Olavi Salmi, y nació en Hämeenlinna, Finlandia, siendo su madre una obrera, y su padre un carpintero. Tenía una hermana cinco años mayor. En 1951 falleció su padre. Tras cursar sus estudios primarios, Salmi aprendió publicidad durante un año.
A los cuatro años de edad Salmi hizo amistad con Irwin Goodman, que era el hijo menor de un vecino. Antes de realizar su servicio militar, los dos amigos trabajaron cargando camiones en Alemania, una época que Salmi describía en su novela autobiográfica Siniset mokkakengät. Cuando el Rock llegó a Finlandia en los años 1950, la pareja empezó a componer música. Salmi escribía, y Goodman componía y cantaba. Su colaboración duró 25 años, hasta la muerte de Irwin Goodman. La primera grabación de una canción de Salmi se efectuó el 27 de octubre de 1965.
A finales de la década de 1960 empezó a escribir para la productora musical Musiikki-Fazer. El director de producción de la empresa, Toivo Kärki, le enseñó durante cinco años, obligándole a aprender  notación musical. En su época con Fazer, Salmi escribió numerosos éxitos, entre ellos dos ganadores consecutivos del concurso del show Syksyn sävel, interpretados por Goodman. En 1974 también escribió las letras de tres candidatas al  Festival de la Canción de Eurovisión. De esas canciones, la de mayor éxito fue "Anna kaikkien kukkien kukkia", compuesta por Kärki e interpretada por Markku Aro.
Yleisradio (YLE) censuró o prohibió algunas canciones de Goodman a causa de sus letras, a menudo escritas por Salmi, que consideraban de "naturaleza sospechosa".  Una de ellas fue "Ei tippa tapa", una canción que YLE veía como una glorificación del alcohol y la borrachera.
Salmi dejó Fazer en 1977, al no obtener un puesto de director de producción, como él esperaba. Fundó una compañía, Levytuottajat Oy, para la cual trabajaron artistas muy conocidos. En la década de 1980 el sello produjo varios álbumes que fueron discos de oro, con cantantes como Vesa-Matti Loiri y Jörgen Petersen.
Cuando Irwin Goodman volvió con éxito en 1984, Salmi volvió a escribir sus letras. En 1988 se lanzó el álbum más popular de Goodman, Rentun ruusu. El mismo año Salmi colaboró también en el disco de Kirka Surun pyyhit silmistäni, que fue el más vendido de Finlandia en la época, con un total de 210.000 copias. En total, a lo largo de su carrera, Salmi escribió alrededor 8.000 letras, de la cual algo más de 3.000 han quedado registradas (a fecha 21 de septiembre de 2017). 
Los problemas económicos de principios de la década de 1990 hicieron que Levytuottajat Oy y su otra discográfica, Flamingo Music, quebraran en 1996. A partir de entonces Salmi vivió como escritor y letrista independiente, trabajando en múltiples novelas, biografías y en un libro de poesía.
Vexi Salmi falleció en septiembre de 2020 en Helsinki, a causa de una enfermedad de  rápida progresión. Tenía 77 años. Su hijo, Topi Salmi, también trabaja en la industria de la música y es letrista, y posee una discográfica propia.

## Nombres artísticos
A lo largo de su carrera, Salmi utilizó los siguientes pseudónimos artísticos:
Bertil Berg, Bill Black, Lars Luode, Leo Länsi, Antero Ollikainen, PA, Pasi Penttilä, Rudolf Van Pornoff, Emil Retee, Emil von Retee, Irja Tähde y Viekka.

## Premios y distinciones
- 1989 : Premio Reino Helismaa
- 1993 : Premio Juha Vainio
- 1999 : Premio Honorífico de Música y Medios
- 2000 : Premio Especial Emma
- 2004 : Premio Kullervo Linnan Säätiö
- 2011 : Medalla Pro Sculptura
- 2013 : Premio a su trayectoria de la Fundación Häme de la Fundación Cultural Finlandesa[8]

## Éxitos
Entre los éxitos escritos por Salmi se encuentran los siguientes:
- ”Rentun ruusu” (Irwin Goodman)
- "Mutakuono ja lakupelle" (Irwin Goodman)
- ”Avaa sydämesi mulle” (Fredi)
- ”Surun pyyhit silmistäni” (Kirka)
- ”Elämän valttikortit” (Ahti Lampi)
- ”Ruusu joka vuodesta” (Reijo Taipale)
- ”Sydämeeni joulun teen” (Vesa-Matti Loiri)
- ”Kaduilla tuulee” (Jari Sillanpää)
- ”Ei tippa tapa” (Irwin Goodman)
- ”St. Pauli ja Reeperbahn” (Irwin Goodman)
- ”Laula kanssain” (Kari Tapio)
- ”Poing poing poing” (Irwin Goodman)
- ”Ryysyranta” (Irwin Goodman)
- ”Lievestuoreen Liisa” (Irwin Goodman)
- ”Huilumies” (Vesa-Matti Loiri)
- ”Y viva España” (Marion Rung)
- ”Mahtava peräsin ja pulleat purjeet” (Solistiyhtye Suomi)
- ”Tulvii Pohjanmaa” (Janne Tulkki)
- ”Vaskikellot” (Antti Huovila)
- ”Yksinäinen pitkä tie” (Janne Tulkki)
- ”Prinsessa” (Laura Voutilainen)
- ”Asfalttiviidakko” (Anne Mattila)
- ”Enkeleitä onko heitä” (Anne Mattila)
- ”Katson sineen taivaan” (Katri Helena)
- ”Nainen, poliisi ja taksi” (Leo Jokela)
- ”Kung Fu taistelee]]” (Frederik)
- ”Tässä ja nyt” (Tapani Kansa)
- ”Paratiisisaari” (Tarja Lunnas)
- ”Lady in Black” (Lemon)
- ”Elän ja laulan” (Danny)
- ”Viimeiseen korttiin” (Topi Sorsakoski)
- ”Säästä suukkosi vain” (Friends)
- ”Hän mennyt on” (Markku Aro, Lea Laven)
- ”Oodi jaloviinalle” (Popeda)

## Publicaciones
- 1967 : Raha ratkaisee (Karisto)
- 1982 : Noomit (Karisto)
- 1983 : Lautturin lauluja (Karisto)
- 1993 : Siniset mokkakengät (WSOY)
- 1994 : Mikä laulaen tulee (WSOY)
- 1995 : Rantaravintola (WSOY)
- 1996 : Orpo Piru ja Siivetön Enkeli (Tammi)
- 1997 : Elvis elää! (WSOY)
- 1997 : Laulu nimipäivälle (WSOY)
- 1998 : Ruma ankanpoikanen (Tammi)
- 2000 : Tuulen poika ja ajatar (Tammi)
- 2002 : Kari Tapio – Olen suomalainen (WSOY)
- 2003 : Vinyylin rahinaa (WSOY)
- 2006 : Seitsemän suurta satua riimein (WSOY)
- 2009 : Minun Hämeenlinnani (Karisto Oy)
- 2009 : Rinkelinkadun pojat (Hämeenlinnan Kirjakauppa Oy)
- 2009 : Huuto kuului Hauholle saakka – HPK:n pitkä tie mestaruuteen (HPK/Edustusjääkiekko Ry)
- 2010 : Afrikan tähti (JR-Production)
- 2011 : Rinkelinkadun pojat 2 (Hämeenlinnan Kirjakauppa)

## Discografía
- 1999 : 20 Suosikkia / Sanat: Vexi Salmi
- 2012 : Villit vuodet
- 2012 : Tähtisarja – 30 suosikkia – Sanat: Vexi Salmi